# Petrus Johannes Simon van Eupen

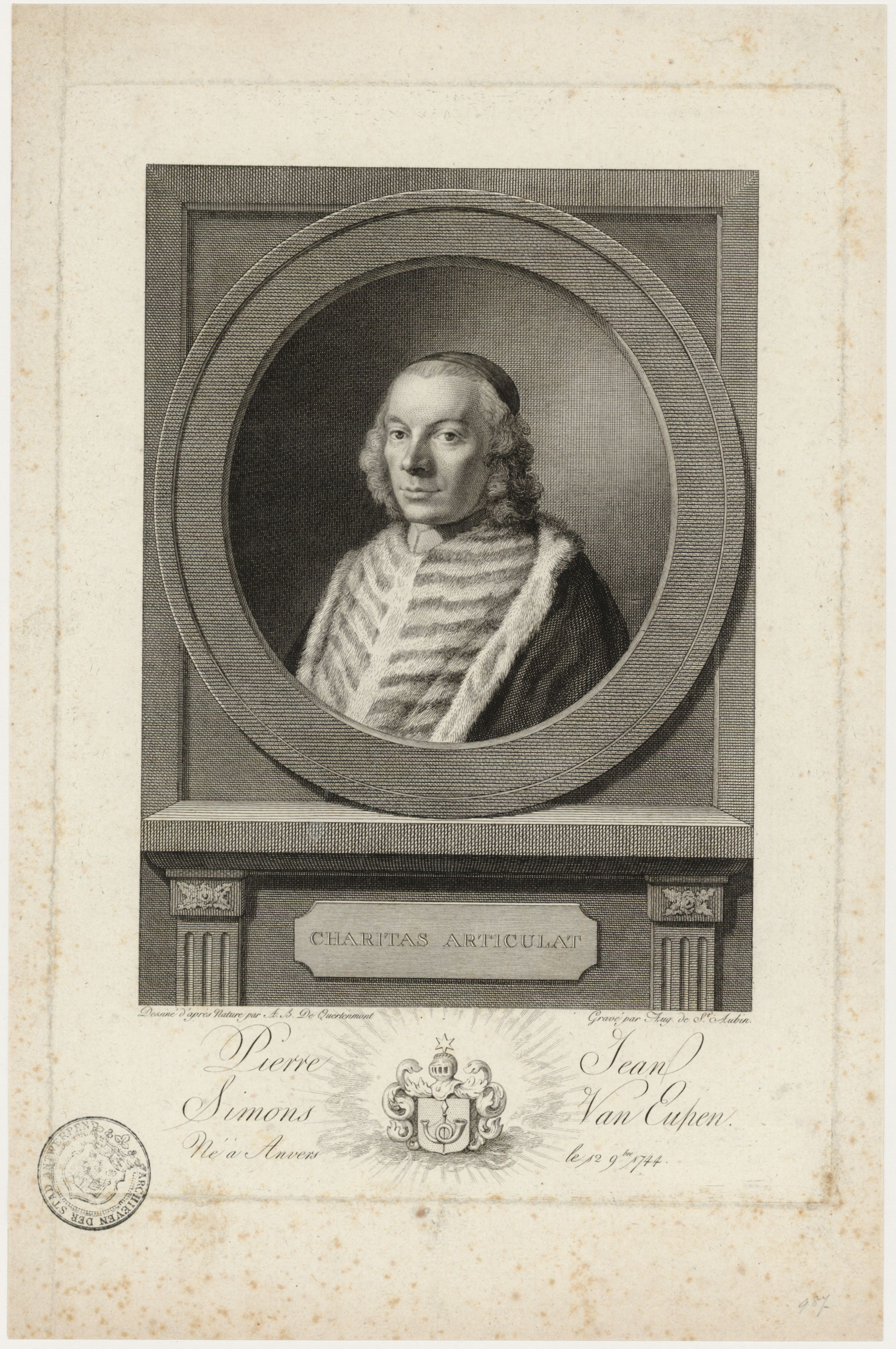

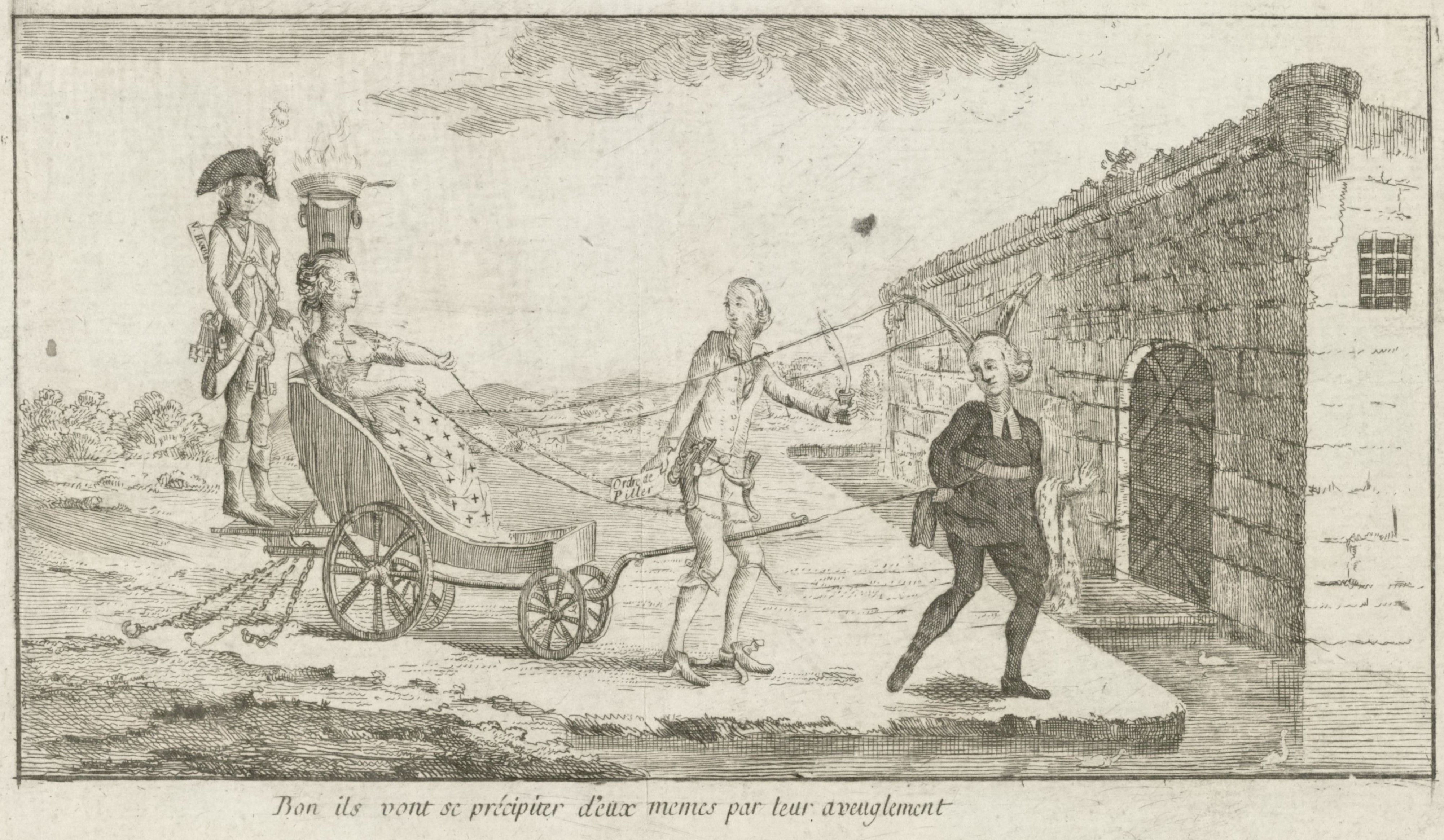
Van Eupen op een spotprent uit 1790

Petrus Johannes Simon van Eupen (Antwerpen, 12 november 1744 - Jutphaas, 14 mei 1804) was een Zuid-Nederlands kanunnik. Als een van de voornaamste statisten was hij een gangmaker van de Brabantse Omwenteling.
Van Eupen studeerde filosofie aan de Leuvense universiteit en werd priester. Hij werd een invloedrijke ultramontaanse geestelijke in het bisdom Antwerpen (Groot-Penitentiaris in 1776) en nam de leiding tegen de hervormingen van keizer Jozef II. Van Eupen werd adviseur van Hendrik van der Noot, leidend lid van het Comité van Breda, met een actieve rol in de totstandkoming van de Verenigde Nederlandse Staten in 1789. Als staatssecretaris in de nieuwe Zuid-Nederlandse republiek verzette Van Eupen zich met Van der Noot tegen elk voorstel om te sleutelen aan het staten- en standenregime, in de overtuiging dat alles dan kon gaan schuiven en er Frans-revolutionaire toestanden zouden kunnen ontstaan die de positie van de Kerk in gevaar zouden brengen. Een en ander bracht hen in conflict met de vonckisten en leidde tot grote wrijvingen binnen de nieuwe staat.
Na een militaire nederlaag en de beslissing van de Europese grootmachten om het gezag van keizer Leopold II in Brussel te herstellen, vluchtte Van Eupen naar de Noordelijke Republiek. Toen het Oostenrijkse gezag uit het zuiden verdreven werd door de Fransen, keerde Van Eupen terug naar Antwerpen. Hij werd gearresteerd en opgesloten in de gevangenissen van Rijsel en Bicêtre, maar kwam vrij omdat men hem voor een gijzelaar hield. De antireligieuze maatregelen van de Franse tijd waren hem een gruwel. Protest tegen de kloostersluitingen en de eed van haat tegen het koningschap kwam hem op verbanning te staan (besluit van 15 december 1797). Hij werd in januari 1798 aangehouden en opgesloten in Rochefort. Na zijn vrijlating in 1799 ging hij zich als balling bij Utrecht vestigen, waar hij de rest van zijn dagen doorbracht.